# Lupita Infante
Guadalupe "Lupita" Infante Esparza es una cantautora mexicoestadounidense. Canta música tradicional de mariachi, norteño y ranchera. El álbum de estudio debut de Infante , La Serenata (2019), fue nominado al premio Grammy al Mejor Álbum de Música Regional Mexicana (incluido Tejano). En 2020, su tema "Dejaré" fue nominado al Premio Grammy Latino. Infante aboga por el empoderamiento de las mujeres a través de su música.

## Primeros años de vida
Lupita Infante Esparza es hija de Marisol Esparza y el actor Pedro Infante Torrentera. Sus abuelos paternos son los artistas mexicanos Lupita Torrentera y Pedro Infante.   La madre de Infante se mudó a los Estados Unidos desde Zacatecas cuando ella tenía 16 años. Infante se crio en una familia de clase trabajadora en Downey, California . Mientras estaba en la universidad, Infante trabajó en un centro comunitario y para personas mayores donde a veces cantaba. Completó una licenciatura en etnomusicología en la Universidad de California, Los Ángeles, en 2017. Para pagar la escuela, Infante era conductor de Uber y Lyft y trabajaba como profesor de música.

## Carrera
En 2017, Infante quedó finalista de La voz México. En el programa eligió a Carlos Vives como su entrenador vocal. Infante fue telonero de Shaila Dúrcal y Beatriz Adriana. En junio de 2018, Infante actuó en el festival Mariachi USA. En 2018, tras lanzar un cover de "Flor sin retoño", Infante firmó con Peermusic. 
Durante la pandemia de COVID-19 en California, Infante grabó vídeos musicales en su jardín delantero. Lanzó su álbum de estudio debut La Serenata el 27 de septiembre de 2019. Contiene trece canciones tradicionales de mariachi y norteño incluyendo "Sabor a Mí", "Dejaré", "Ya Ni Me Acuerdo" y "Yo He Nacido Mexicano". En el álbum, aboga por el empoderamiento de la mujer. En septiembre de 2020, Infante y Frankie J versionaron y lanzaron un video musical de " Buenos Amigos " para su álbum, Canciones Que Recuerdo.  En 2020, en la 21.ª Entrega Anual del Latin Grammy, su tema "Dejaré" fue nominado a Mejor Canción Regional Mexicana. En los Premios Grammy Latinos, Infante y José Hernández versionaron "Amorcito Corazón" como homenaje a su abuelo, Pedro Infante. En 2021, en la 63.ª Entrega Anual de los Premios Grammy, su álbum, La Serenata, fue nominado como Mejor Álbum de Música Regional Mexicana (incluido Tejano). 
Infante se inspiró en su padre y su abuelo para dedicarse a cantar música tradicional mexicana. Su música ranchera está influenciada por Chavela Vargas, Aída Cuevas y Amalia Mendoza.

## Discografía

### Álbumes de estudio
- La Serenata (2019) [9]

### Sencillos
- "Luna de octubre" (2018)
- "Flor sin retoño" (2018)
- "Dejaré" (2020)
- " Buenos amigos " (2020) con Frankie J [10]
- "Amorcito Corazón" (2020) con José Hernández [7]

## Premios y honores
En 2020, Hola! la incluyó como una de las 100 potencias latinas. EE.UU.
| Año  | Premios                | Categoría                                                 | Trabajo nominado | Resultado | Ref.   |
| ---- | ---------------------- | --------------------------------------------------------- | ---------------- | --------- | ------ |
| 2020 | Premios Grammy Latinos | Mejor Canción Regional Mexicana                           | "Dejaré"         | Nominada  | [ 12 ] |
| 2021 | premios Grammy         | Mejor Álbum de Música Regional Mexicana (incluido Tejano) | La Serenata      | Nominada  | [ 9 ]  |

## Vida personal
El padre de Infante actuó en más de 80 películas. El 1 de abril de 2009 murió en un hospital de Los Ángeles como consecuencia de 12 puñaladas autoinfligidas. Está enterrado en un cementerio de Querétaro.